# Steffan Biffiger
Steffan Biffiger (eigentlich Stefan Biffiger; * 27. Mai 1952; heimatberechtigt in Naters) ist ein Schweizer Kunsthistoriker und Kunstkritiker.

## Leben
Steffan Biffiger studierte Kunstgeschichte und Deutsche Literatur an der Universität Freiburg (Schweiz). Er arbeitete als Redaktor, dann als Direktor bei der Gesellschaft für Schweizerische Kunstgeschichte, später als Cheflektor beim Benteli-Verlag in Bern. Seit 2000 ist Biffiger in den Bereichen Kunstvermittlung, Kunstbuchproduktion und Ausstellungen selbständig tätig.
Biffiger wohnt in Detligen BE.

## Werk
Biffiger ist Autor von Künstlermonografien über Ernst Morgenthaler, Werner Hartmann, Serge Brignoni, Bruno Wurster, Albert Chavaz, Roman Tschabold, Ludwig Werlen, Martin Peter Flück, Urs-Peter Twellmann, Jakob Jenzer, Roland Muri, Stefan Haenni, Tarcisi Cadalbert u. a.

## Publikationen
- 2024: Stefan Haenni – Tondi, edition KHT, Thun.
- 2012: Otto Nebel, Maler und Dichter «Zur Unzeit gegeigt...». Kunstmuseum Bern, Kerber Verlag 2012; herausgegeben von Therese Bhattacharya-Stettler, Steffan Biffiger, Bettina Braun, mit Beiträgen von Therese Bhattacharya-Stettler, Steffan Biffiger, Bettina Braun, Götz-Lothar Darsow, Dolores Denaro, Andreas Mauz, Anna M. Schafroth und Anja Schlegel. Kunstmuseum Bern, Otto Nebel-Stiftung, Bern.
- 2012: Guide artistique de la Suisse, tome 4b, Fribourg/Freiburg, Valais/Wallis. Hrsg. Schweiz. Gesellsch. f. Kunstgeschichte. Bern. (Texte Oberwallis von Steffan Biffiger und Unterwallis von Ingrid Betreyson; Bildredaktion Wallis: Steffan Biffiger; Texte deutsch und französisch)
- 2009: mit Inga Vatter-Jensen: Käthi Fischlin-Portenier, Leben und Werk. ArchivArte Verlag, Bern.
- 2009: Franz Troxler: Farbperlen. Herausgegeben von Steffan Biffiger, mit einem Vorwort von Arnold Odermatt und Texten von Steffan Biffiger und Vera Heuberger. Benteli Verlag, Bern-Sulgen.
- 2008: Stefan Haenni – Orient und Okzident. ArchivArte Verlag, Bern.
- 2008: Hans Kaspar Schwarz und Christine Schwarz-Thiersch. Zwei Leben für die Kunst. Benteli Verlag, Bern.
- 2007: mit Inga Vatter-Jensen, Ruth Schwob-Bloch und Peter Friedli: Ruth Schwob – Leben und Werk. ArchivArte Verlag, Bern.
- 2006: Roland Muri – Popexpressionismus. Archivarte Verlag, Bern.
- 2005: Urs P. Twellmann. Arbeiten mit Holz. Skulpturen, Objekte und Interventionen in der Natur. Herausgegeben von Steffan Biffiger. Mit Texten von Steffan Biffiger, Sam Bower, Suzi Gablik und Gabrielle Obrist. Stämpfli Verlag, Bern.
- 2005: Bruno Wurster, 1939–2003. Maler und Radierer. Herausgegeben von Daniel de Quervain, Peter Weibel und Renate Wurster. Stämpfli Verlag, Bern.
- 2005: Martin Peter Flück. Klang der Bäume – Landschaften und Blumen. Sound of the Trees – Landscapes and Flowers. Mit Texten von Steffan Biffiger, Hedy Gasser und Niklaus Schüpbach. Benteli Verlag, Bern.
- 2005: mit Inga Vatter-Jensen, Annelise Zwez, Aljoscha Klee, Stefan Haenni: Henriette Sechehaye. Die letzte Schülerin von Paul Klee. 1907–1999. ArchivArte Verlag Bern.
- 2004: mit Georg Kreisler: Christoph Gloor. Friedrich Reinhardt Verlag, Basel.
- 2003: mit Manuela Kahn-Rossi: Serge Brignoni. Maler und Plastiker. Benteli Verlag, Bern. (Zwei Ausgaben: deutsch und italienisch. Buchkonzept und Redaktion: Steffan Biffiger.)
- 2003: Jakob Jenzer. Eine Monografie. Mit Beiträgen von Bernhard Bischoff, Georg Frank, Hans und Marlis Suter, Benteli Verlag, Bern. (Buchkonzept und Redaktion: Steffan Biffiger)
- 2003: Franz Troxler: Lichtblicke. Texte Vera Heuberger, Steffan Biffiger, Werner Fehlmann (Redaktion: Steffan Biffiger). Benteli Verlag, Bern.
- 2002: Kurt Wirth. Maler und Grafiker. Herausgegeben von Steffan Biffiger, mit Beiträgen von Jürg Bamert, Klaus Bäumlin, Steffan Biffiger, Stephan Bundi, Roger Pfund, Hansheinz Schneeberger, Fred Zaugg und einem Vorwort von Peter Friedli. Benteli Verlag, Bern. (Buchkonzept und Redaktion: Steffan Biffiger.)
- 2002: Werner Otto Leuenberger – ein Lebenswerk. Herausgegeben von Urs E. Nydegger. Mit Texten von Marcel Baumgartner, Steffan Biffiger und Bojarek Garlinski. Benteli Verlag, Bern. (Buchkonzept und Redaktion: Steffan Biffiger.)
- 2001: Walter Willisch. Rétrospective. Catalogue Manoir de la Ville de Martigny. (Textes: Steffan Biffiger und Walter Ruppen.)
- 2000: mit Paul Riniker: Albert Chavaz 1907–1990. Rotten-Verlag, Brig. (Monografie und Werkkatalog, französisch-deutsch.)
- 2000: Roman Tschabold 1900–1990. Leben und Werk. Benteli Verlag, Bern. (Monografie.)
- 1999: Sasha-Puppen. Sasha Dolls. Sasha Morgenthaler. Herausgegeben von Stefan Biffiger. Benteli Verlag, Bern, (deutsch-englisch)
- 1994: Ernst Morgenthaler 1887–1962. Leben und Werk. Benteli Verlag, Bern. (Monografie.)
- 1984: Ludwig Werlen, 1884–1928. Rotten-Verlag, Brig. (Monografie.)
- 1978: Ludwig Werlen. Das Werk. Verzeichnis seiner Gemälde und Zeichnungen. Schriften des Stockalper-Archivs in Brig, Heft 31.